# Johann Gottlob Leidenfrost

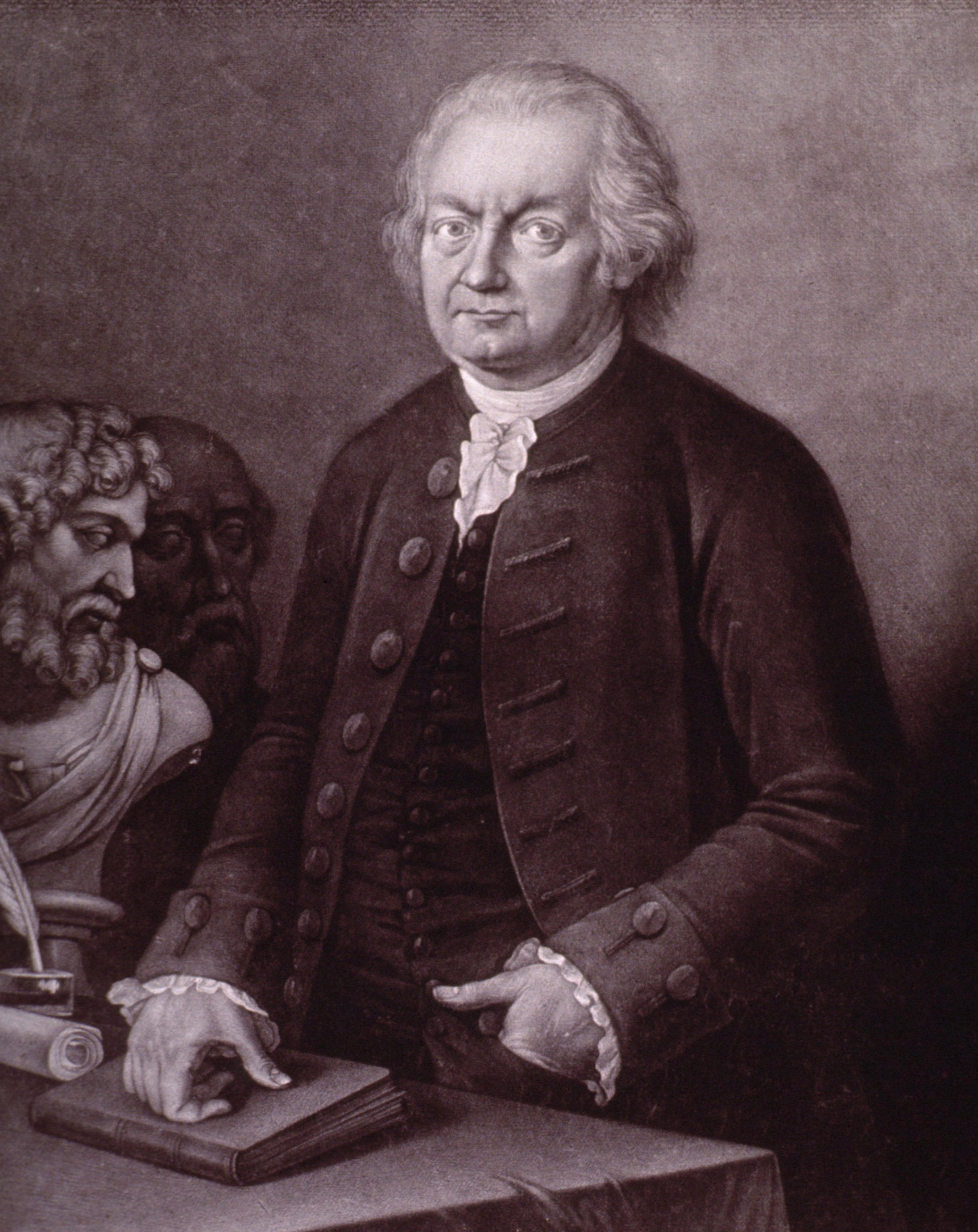
Johann Gottlob Leidenfrost

Johann Gottlob Leidenfrost (* 27. November 1715 in Rosperwenda; † 2. Dezember 1794 in Duisburg) war ein deutscher Mediziner und evangelischer Theologe und beschrieb erstmals den nach ihm benannten Leidenfrost-Effekt.

## Leben
Johann Gottlob Leidenfrost wurde am 27. November 1715 in Rosperwenda als Sohn des dortigen Pfarrers Johann Heinrich Leidenfrost geboren. Leidenfrost studierte zuerst Evangelische Theologie, dann Medizin in Gießen, Leipzig und Halle. 1741 promovierte er mit einer Arbeit über die Bewegung des menschlichen Körpers. Es folgen einige Reisen sowie eine Teilnahme als Feldarzt am Ersten Schlesischen Krieg.
Im Jahr 1743 folgte Leidenfrost dann einem Ruf auf einen medizinischen Lehrstuhl an der Universität Duisburg. 1745 heiratete er die aus Duisburg stammende Anna Cornelia Kalckhoff. Der Ehe entstammten sieben Kinder, darunter Johanna Ulricke (1752–1819), die später die Gattin des evangelischen Theologen Elias Christoph Krafft (1748–1798) werden sollte. Einer ihrer Söhne war Christian Krafft. Leidenfrosts Sohn Johann Heinrich (ca. 1750–1787) schrieb sich 1769 an der Akademie in Lingen im Fach Medizin ein und wirkte später als Arzt in Elberfeld.
Leidenfrost, der neben Medizin auch Physik und Chemie zu lesen hatte, war ab 1751 mehrfach Rektor der Universität. Dass dieses Amt ebenso viel an Entschlossenheit wie Gelehrsamkeit erforderte, bezeugen Berichte aus der Zeit der französischen Besatzung: So musste Leidenfrost beispielsweise 1760 unter Aufbietung von ebenso viel Hartnäckigkeit wie finanziellen Mitteln den Kollegen Otto Ludwig von Eichmann wieder aus dem Arrest befreien. Der französische Kommandant hatte eine vom Buchhändler der Universität feilgebotene Schmähschrift gegen die Madame de Pompadour beschlagnahmt und den professoralen Kollegen hierfür verantwortlich gemacht.
1758 wurde Leidenfrost auswärtiges Mitglied der Preußischen Akademie der Wissenschaften. 1773 wurde er in die Sektion Medizin der Leopoldina gewählt. In Duisburg publizierte Leidenfrost auch seine mehr als siebzig Schriften, darunter das 1756 erschienene Werk De Aquae Communis Nonnullis Qualitatibus Tractatus, das den später nach dem Verfasser benannten Leidenfrost-Effekt behandelt. Johann Gottlob Leidenfrost verstarb am 2. Dezember 1794 in Duisburg.
Am 1. Oktober 2006 wurde am alten Schulgebäude in Rosperwenda eine Gedenktafel zu Ehren Leidenfrosts eingeweiht.

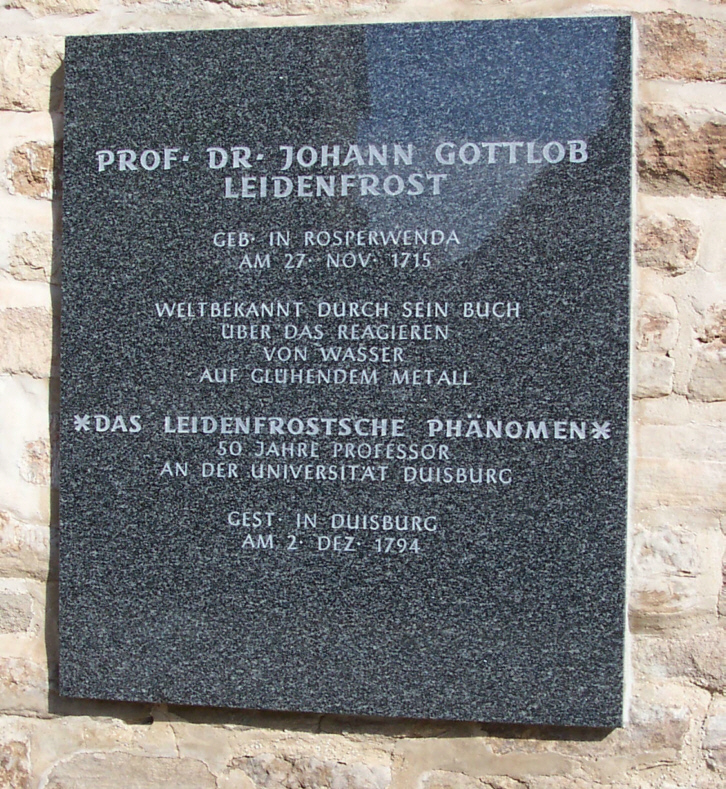
Gedenktafel für J. G. Leidenfrost

## Werke
- De aquae communis nonnullis qualitatibus tractatus. Oven, Duisburg 1756. (Digitalisat)
- Oratio Funebris. Benthon, Duisburg 1769. (Digitalisat)
- De Machinæ definitione et quatenus corpus humanum sit machina. Benthon, Duisburg 1771. (Digitalisat)
- Joh. G. Leidenfrost's der Arzeneigel. Dokt. und Ord. Oeffentl. Prof. Bekenntniß seiner Erfahrungen die er über den menschlichen Geist gemacht zu haben meint. Helwing, Duisburg 1794. (Digitalisat)
- Opuscula physico-chemica et medica. 4 Bände. Helwing, Duisburg 1797–1798. (Digitalisat Band 1), (Band 2), (Band 3), (Band 4)